# Garry Pinchen
Garry Pinchen (12 de julio de 1956) es un deportista australiano que compitió en judo. Ganó cinco medallas en el Campeonato de Oceanía de Judo entre los años 1977 y 1990.

## Palmarés internacional
| Campeonato de Oceanía | Campeonato de Oceanía | Campeonato de Oceanía | Campeonato de Oceanía |
| Año                   | Lugar                 | Medalla               | Categoría             |
| --------------------- | --------------------- | --------------------- | --------------------- |
| 1977                  | Melbourne (Australia) | Medalla de plata      | +95 kg                |
| 1981                  | Suva (Fiyi)           | Medalla de oro        | +95 kg                |
| 1981                  | Suva (Fiyi)           | Medalla de oro        | Abierta               |
| 1990                  | Papeete (Francia)     | Medalla de plata      | +95 kg                |
| 1990                  | Papeete (Francia)     | Medalla de bronce     | Abierta               |